# Trierer Sängerknaben
Die Trierer Sängerknaben sind ein Knabenchor aus Trier. Er wurde 1962 von Bruder Basilius Wollscheid gegründet. Die Sängerknaben sind damit in Trier der älteste, heute noch bestehende Konzertchor.
Die Trierer Sängerknaben unternahmen u. a. Konzertreisen u. a. nach England (St. Martin-in-the-Fields), Frankreich (Notre-Dame), Luxemburg und die Schweiz. Zu den besonderen Höhepunkten zählen die Auftritte in Rom im Rahmen der Seligsprechung des Ordensgründers der Barmherzigen Brüder von Maria Hilf, Peter Friedhofen. Hier gestalteten die Trierer Sängerknaben Gottesdienste im Petersdom, im Lateran, in Santa Maria Maggiore und in der Basilika St. Paul vor den Mauern.
Zum traditionellen Weihnachtskonzert am 24. Dezember kommen jährlich zahlreiche Zuhörer in die Krankenhauskirche der Barmherzigen Brüder.
Als ihre wichtigste Aufgabe sehen die Trierer Sängerknaben aber noch heute die musikalische Gestaltung der Gottesdienste in der Krankenhauskirche der Barmherzigen Brüder in Trier.
Das künstlerische Profil des Chores wird abgerundet durch die Mitwirkung bei verschiedenen Opernproduktionen am Stadttheater Trier (Zauberflöte, Tannhäuser, Enoch Arden u. a.) sowie durch die eigene Aufführung von Singspielen wie Mozarts Bastien und Bastienne oder Georg Philipp Telemanns Kantate Der Schulmeister. Darüber hinaus haben die Trierer Sängerknaben inzwischen mehr als 10 Tonträger eingespielt.
Seit einigen Jahren tritt auch der Männerchor der Trierer Sängerknaben regelmäßig alleine zu Konzerten auf, gelegentlich auch begleitet von Mitgliedern des Philharmonischen Orchesters Trier. Zu den größten Erfolgen des Männerchores zählt der Sieg beim Landeschorwettbewerb Rheinland-Pfalz 2005 in der Kategorie Männer-Kammerchöre sowie die mit dem Prädikat „sehr gut“ bewertete Teilnahme am Deutschen Chorwettbewerb 2006 in Kiel.
Für Ferien- und Probenfreizeiten steht dem Chor in der Eifel ein eigenes Ferienhaus mit Fußballplatz, Tischtennishalle u. v. m. zur Verfügung.
Im Juni 2007 übernahm Stefan Frenster die Nachfolge von Bruder Basilius Wollscheid als musikalischer Leiter. Seit März 2010 liegt die Chorleitung in den Händen von Volker Krebs, der auch Regionalkantor an der Basilika St. Paulin in Trier ist.
Unterstützt werden die Trierer Sängerknaben seit Mai 2007 vom Förderkreis der Trierer Sängerknaben e.V.

## Diskografie
CDs
- 1989: J.G. Rheinberger: Der Stern von Bethlehem
- 1992: A. Vivaldi: Credo, Magnificat; W.A. Mozart: Lauretanische Litanei, Regina Coeli, Alma Dei
- 1994: Freu dich Erd und Sternenzelt
- 1997: Jubiläumskonzert der Trierer Sängerknaben
- 1999: Te Deum Laudamus
- 2003: barock-klassik-romantik portrait

LPs
- 1966: B. Britten: Missa Brevis in D für Knabenchor und Orgel
- 1968: In dulci jubilo
- 1969: Weihnachten im Lied
- 1971: M. Haydn: Missa Leopoldi für Knabenchor und Orchester
- 1975: Festliche Weihnachtsmusik Alter Meister
- 1983: J. Haydn: Harmoniemesse
- 1986: G.F. Händel: Dettinger Te Deum

## Repertoire
Das Repertoire der Trierer Sängerknaben reicht von Werken der Palestrina-Zeit bis zur zeitgenössischen Musik, wobei die geistliche A-cappella-Literatur naturgemäß den Schwerpunkt bildet. In den großen Chorkonzerten mit Orchester kommen in erster Linie Werke des 18. und 19. Jahrhunderts zur Aufführung. Dabei legen die Sängerknaben großen Wert darauf, dass neben "Klassikern" auch immer wieder Neuentdeckungen oder selten gespielte Werke das Kernrepertoire erweitern (z. B. Weihnachtshymne (Bruch), Weihnachtskantilene (Reichardt)).

## Weblink
- Offizielle Website